# 謝爾比諾夫斯卡亞區

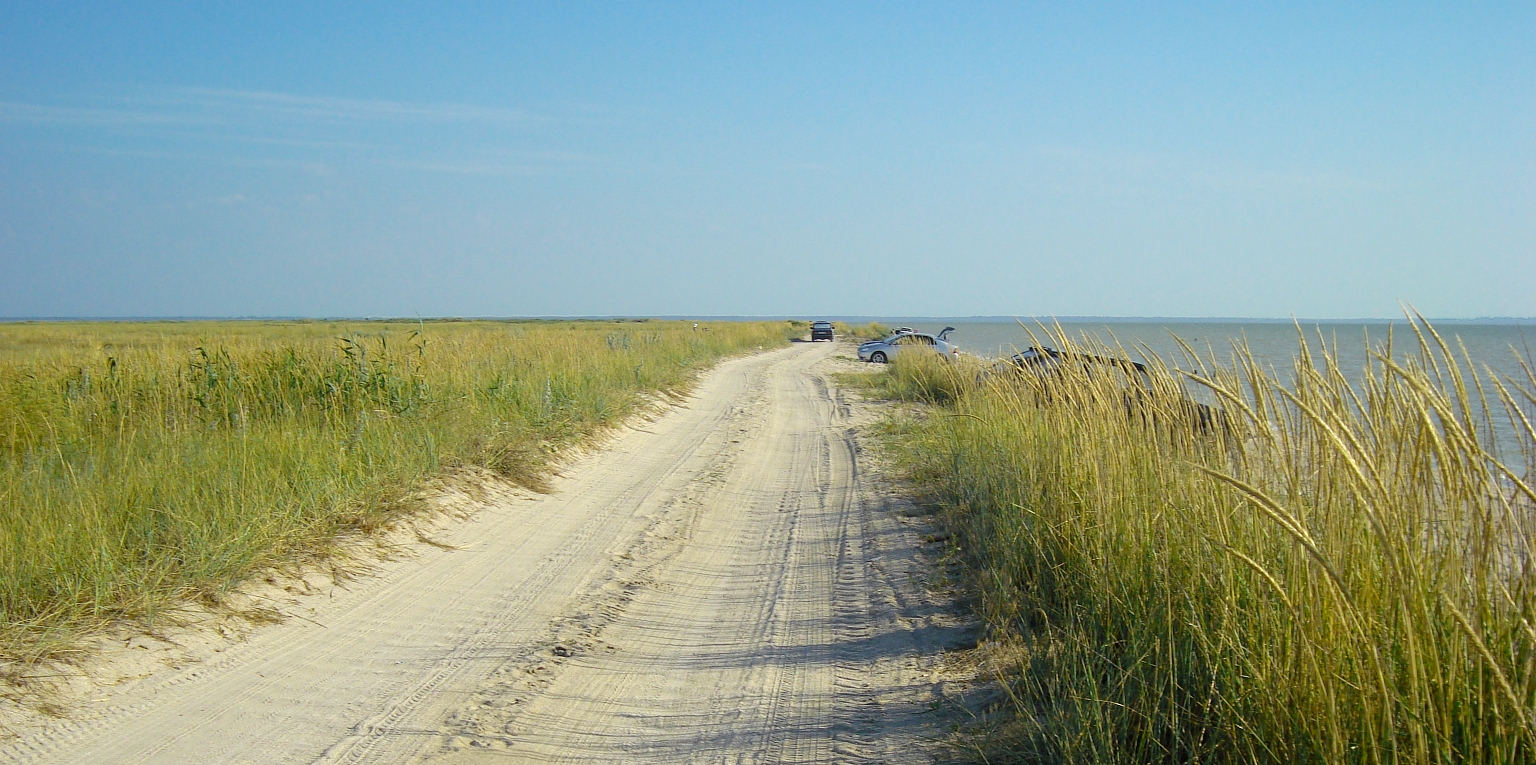

46°27′44″N 38°40′04″E / 46.46222°N 38.66778°E
謝爾比諾夫斯卡亞區（俄语：Щербиновский район），是俄羅斯的一個區，位於該國西南部，由克拉斯諾達爾邊疆區負責管轄，面積1,377平方公里，2010年人口37,301，人口密度每平方公里27.09人。